# Bjørn Brandenborg
Bjørn Brandenborg (født 10. december 1991) er en dansk politiker fra Socialdemokratiet. Han er folketingsmedlem siden 2019, valgt for Fyns Storkreds. 
Brandenborg blev ved folketingsvalget 1. november 2022, valgt med 11.167 personlige stemmer og fik dermed 5. flest personlige stemmer af alle valgte i Socialdemokratiet.  

## Tidlige liv
Han er søn af navigatør Peer Brandenborg og vuggestuepædagog Oddbjørg Brandenborg. Bjørn Brandenborg er uddannet i administrationsvidenskab (Ba.scient.adm.) fra Aalborg Universitet. Før valget til Folketinget arbejdede han som organisator for 3F Sydfyn.
Brandenborg har været Socialdemokratiets kandidat i Svendborgkredsen siden 2016. Han blev valgt ind i Folketinget ved valget i 2019. Ved dette valg fik Brandenborg 6.837 personlige stemmer, det højeste antal i Svendborgkredsen. TV2 Fyn viste på direkte TV det øjeblik, hvor Brandenborg fik valgresultatet at vide, hvorefter han ikke kunne holde tårerne tilbage.

## Folketinget
Brandenborg har varetaget flere ordførerposter og været formand for udvalg. 2019-2020 var han ordfører for social dumping, og i samme periode var han formand for Uddannelses- og Forskningsudvalget. Fra 2019 til 2021 var han desuden formand for Skatteudvalget. I 2020 fik Brandenborg nyt ordførerskab, da han blev valgt som forsknings- og uddannelsesordfører. Som ordfører arbejdede han særligt på at skabe en større geografisk balance mellem placeringen af uddannelsesinstitutioner, eksempelvis ved at få læreruddannelsen tilbage til Svendborg. Fra 2021 har Brandenborg været retsordfører.[kilde mangler]